# 미아 강
미아 강(Mia Kang, 강미아, 姜美兒, 1988년 12월 30일 ~ )은 모델, 무에타이 선수, 텔레비전 사회자이다.

## 젊은 시절
1988년 12월 30일 영국령 홍콩에서 태어나 성장했다. 아버지는 영국인, 어머니는 한국인이다. 브리스틀 대학교에서 철학, 경제학 학사 학위를, 런던 대학교 동양 아프리카 연구 학원에서 금융 및 금융법 석사 학위를 땄다.